# Fernandocrambus fernandesellus
Fernandocrambus fernandesellus là một loài bướm đêm trong họ Crambidae.